# 형제섬
형제섬(兄弟島)은 제주특별자치도 서귀포시 안덕면 사계리에 있는 무인도이다. 두 개의 큰 섬이 주를 이루며, 주변에는 갯바위 또는 썰물 때 드러나는 바위들로 구성되어 있다. 이 곳에서는 뱅어돔과 감성돔이 잘 잡힌다.